# Чётность (физика)
| Симметрия в физике             | Симметрия в физике                    | Симметрия в физике               |
| Преобразование                 | Соответствующая инвариантность        | Соответствующий закон сохранения |
| ------------------------------ | ------------------------------------- | -------------------------------- |
| ↕ Трансляции времени           | Однородность времени                  | …энергии                         |
| ⊠ C, P, CP и T-симметрии       | Изотропность времени                  | …чётности                        |
| ↔ Трансляции пространства      | Однородность пространства             | …импульса                        |
| ↺ Вращения пространства        | Изотропность пространства             | …момента импульса                |
| ⇆ Группа Лоренца (бусты)       | Относительность лоренц-ковариантность | …движения центра масс            |
| ~ Калибровочное преобразование | Калибровочная инвариантность          | …заряда                          |

Чётность — свойство физической величины сохранять свой знак (или изменять на противоположный) при некоторых дискретных преобразованиях. Она выражается числом, принимающим два значения: +1 и −1.
A′ = P·A,
где
A, A′ — физическая величина до и после инверсии;
P — чётность величины A.
Чётность наиболее важна для квантовой физики, где она является одной из главных характеристик волновой функции. Соответственно, понятие чётности переносится и на частицу (атом, ядро), которую характеризует эта волновая функция.
Величины с положительной чётностью называются чётными, а с отрицательной — нечётными. Чётность величины зависит от её математической природы, а точнее от трансформационных свойств математического объекта, выражающего данную физическую величину, относительно инвертируемого параметра. Величины могут также не иметь определённой чётности относительно какого-либо конкретного преобразования.
Чётность является мультипликативной величиной, то есть чётность системы, состоящей из неподвижных друг относительно друга частей, равна произведению чётностей составляющих.

## Виды чётности
Разновидности чётности, используемые в физике:
- пространственная чётность P — соответствует инверсии пространства (координаты {\displaystyle x,y,z} меняются на {\displaystyle -x,-y,-z});
- временна́я чётность T — соответствует инверсии времени (направление течения времени меняется на обратное);
- зарядовая чётность C — соответствует зарядовой инверсии (все частицы меняются на античастицы);
- комбинированная чётность CP — соответствует одновременной зарядовой и пространственной инверсии;
- G-чётность — особый параметр у истинно нейтральных частиц;
- R-чётность (суперчётность) R — соответствует суперсимметричной инверсии (фермионы заменяются на бозоны и наоборот).
- Внутренняя чётность — меняет ли знак волновая функция частицы или системы частиц при инверсии пространства.

## Несохранение чётности
В 1957 году нобелевскую премию по физике получили Янг Чжэньнин и Ли Чжэндао за теоретическое обоснование возможности нарушения закона сохранения пространственной чётности для слабых взаимодействий. Это предсказание экспериментально подтверждено Ву Цзяньсюн, которая по их просьбе разработала и провела эксперимент в 1956 году.